# Benjamin Elbel
Benjamin Elbel (* 16. März 1690 in Friedberg (Bayern); † 4. Juni 1756 in Söflingen bei Ulm) war ein Franziskaner und Moraltheologe.

## Leben
Elbel trat 1708 bei den Franziskanern der Straßburger Provinz ein, wirkte in den zu dieser Provinz gehörenden Klöstern Salzburg (1714 und 1727), Augsburg (1715), Eger (1718) und Passau (1720) als Lektor der Theologie. 1735 bis 1738 war er Provinzial seiner Ordensprovinz, 1735 Generalvisitator der sächsischen und 1739 der kölnischen Provinz. Durch Dekret des Ordensgenerals Caietanus Politi von Laurino vom 20. Januar 1742 wurde er Generalkommissär der deutsch-belgischen Nation im Orden und führte als solcher 1747 den Vorsitz bei der Nationalkongregation in Dettelbach. Ab 1748 war er Beichtvater der Klarissen in Söflingen.
Als Moraltheologe besaß Elbel in seiner Zeit (hochgeschätzt und viel zitiert vom heiligen Alfons von Liguori) und bis zum Beginn des 20. Jahrhunderts großes Ansehen. Er ist der typische Vertreter der in Deutschland im 17. Jahrhundert einsetzenden Periode der systematischen Moralkasuistik. Im Widerstreit der verschiedenen Moralsysteme vertrat er einen gemäßigten Probabilismus. Seine Werke, die immer wieder neu herausgegeben wurden, zeichnen sich durch Gründlichkeit und Klarheit aus, sie geben dem Seelsorger viele praktische Anweisungen für die Spendung der Sakramente, besonders für die Lösung von „Gewissensfällen“ (casus conscientiae) im Beichtstuhl.

## Werke
- Theologia moralis Sacramentalis tripartita. Augsburg 1728/29 u. ö.
- Conferentiae theologico-morales seu Casus conscientiae de Restitutione. ebd. 1730 u. ö.
- Theologia moralis decalogalis. ebd. 1732 ff. u. ö., neu herausgegeben v. Irenäus Bierbaum, 3 Bde., 1891 f., 31904-07.